# やながわ希望の森公園
やながわ希望の森公園（やながわきぼうのもりこうえん）は、福島県伊達市にある公園。

## 概要
1985年4月、市民の森として開園。園内には二千本以上の桜が存在し、それに因んだ施設が多数設置されている。最寄り駅であるやながわ希望の森公園前駅から当園までは蒸気鉄道線が敷設されており、桜並木を通って公園へと向かうことができる。園内には春と秋に花を咲かす「四季桜」があり、公園管理事務所によると、その特徴は花びらが1.5から2 cmと小さく、白い花を咲かせることであるという。公園の桜は福島県北建設事務所が作成した、国道349号沿いの県北地方のサクラの名所を紹介したパンフレット「桜回廊あぶくま〜国道349号沿線の桜を訪ねて〜」で紹介されたこともある。また、4月には「やながわふる里の桜まつり」が開かれる。2012年の「桜まつり」を控えて、地元ボランティアが園内清掃を行った。
開園にともなって本田技研工業より寄贈されたセスナ310Q型機とパイパー PA-28-140型機が完全な状態で屋外に展示されている。他にも、子供向けの大規模遊び場や夏季のみ利用可能なロッヂなどを備えている。
2006年12月の伊達市定例会では、公園の再開発の請願を継続審査することを決めた。

### 主な施設
- 野草植物園
- 湿性植物園
- 運動広場
- わんぱく広場
- 湖畔の広場
- 太陽の広場
- かたらいの広場
- さくらの森
- つつじの森
- 冒険の森
- ほたるの里
- 松前通
- お林沼
- 展望台
- 営火場
- お林キャンプ村
- ロッジモンタナ
- バーベキュー広場
- ローラースケート場
- ゲートボール場(三面)
- 八景の庭石 - 梁川町の合併三十周年を記念して作られたもの
- 愛宕神社
- 駐車場(三面)

### 行事
- やながわふる里の桜まつり（4月）[5]
- 野草薬草まつり（6月）
- クロスカントリー大会（6月）
- ウォーキング交流会（2008年11月）[6]

## 交通アクセス
- 阿武隈急行線やながわ希望の森公園前駅より徒歩と蒸気機関車「さくら1号」で約11分
  - 機関車は1987年（昭和62年）に製造された協三工業製の「B62418」であり、3両のボギー客車を牽引する。番号は動軸2軸を示す「B」と列車運転開始日の「昭和62年4月18日」にちなむ。
  - 阿武隈急行線の全線が1日乗り放題となる1,000枚限定販売の「櫻めぐり切符」も利用できる[7]。
- 東北自動車道国見インターチェンジから約20分
- 国道349号線より福島県道104号線経由